# Distretto di Yunyang
Il distretto di Yunyang (郧阳区S, Yúnyáng QūP) è un distretto della Cina, situato nella provincia di Hubei e amministrato dalla prefettura di Shiyan.